# Oriol Broggi i Rull
Oriol Broggi i Rull (Barcelona, 1971) és un actor i director teatral català.
Es llicencià en dramatúrgia i direcció escènica a l'Institut del Teatre de Barcelona el 1997 i va cursar estudis d'imatge i so. Entre 2003 i 2007 va dirigir el Centre Dramàtic del Vallès.
L'any 2002 va crear La Perla 29, una plataforma teatral des de la qual ha dirigit diverses obres, entre elles: Els fusells de la Senyora Carrà de Bertolt Brecht (1998), El misantrop de Molière (2005), La mort d'Ivan Ilitx de Lleó Tolstoi, Enric IV de Luigi Pirandello, Antígona de Sòfocles (2006), representada a la Biblioteca de Catalunya, que va ser guardonada amb els premis Butaca al millor muntatge teatral. Aquest mateix any ha portat a l'escenari de la Sala Beckett l'obra de Tom Stoppard Rosencrantz i Guildenstern són morts, així com  El 2008 va dirigir El Rei Lear, de William Shakespeare, a la Biblioteca de Catalunya.
A les eleccions al Parlament de Catalunya de 2012 va ser el número 82, com a independent, de la llista per la circumscripció de Barcelona d'ICV-EUiA.
El 2022 va publicar El record de la Bellesa, amb l'Altra Editorial.

## Espectacles realitzats amb La Perla 29[calcitació]
- Els ulls de l'etern germà (2001)
- I mai no ens separarem (2001)
- Liliom (2003)
- Refugi (2003)
- Els fusells de la senyora Carrà (2001)
- Antígona (2006)
- Hedda Gabler (2008)
- L'home de la flor a la boca (2008)
- El Rei Lear (2009)
- La presa (2011)
- Incendis (2011)
- Luces de bohemia (2011)
- Cyrano de Bergerac (2012)
- Natale in Casa Cupiello (2013)
- 28 i mig (2013)
- Traduccions en anglès Translations (2014)
- L'Orfe del clan dels Zhao (2014)
- Cels (2014)
- Una giornata particolare (2015)
- Un Obus al cor (2016)
- Boscos (2017)
- Bodas de Sangre (2017)